# Suchá nad Parnou
Suchá nad Parnou este o comună slovacă, aflată în districtul Trnava din regiunea Trnava. Localitatea se află la altitudinea de 176 m deasupra n.m., se întinde pe o suprafață de 14,38 km2 și în 2017 număra 2.131 de locuitori.

## Istoric
Localitatea Suchá nad Parnou este atestată documentar din 1296.

## Demografie
| An:                | 1994 | 2004    | 2014    | 2024    |
| ------------------ | ---- | ------- | ------- | ------- |
| Număr de persoane: | 2241 | 1738    | 2041    | 2328    |
| Diferență:         |      | −22,44% | +17,43% | +14,06% |

| An:                | 2023 | 2024   |
| ------------------ | ---- | ------ |
| Număr de persoane: | 2296 | 2328   |
| Diferență:         |      | +1,39% |